# Pseudolana brevifimbria
Pseudolana brevifimbria är en kräftdjursart som beskrevs av Holdich, Harrison och Bruce 1981. Pseudolana brevifimbria ingår i släktet Pseudolana och familjen Cirolanidae. Inga underarter finns listade i Catalogue of Life.